# 塞尔希·科诺瓦尔
塞尔希·塞尔希約维奇·科诺瓦尔（烏克蘭語：Сергій Сергійович Коновал；1992年5月29日—2024年4月6日），绰号诺德（Норд），乌克兰士兵。他于2024年4月6日在恰西夫亚尔阵亡，并在4个月后被乌克兰总统弗拉基米尔·泽连斯基追授乌克兰英雄。

## 生平
塞尔希·科诺瓦尔于1992年5月29日出生在捷尔诺波尔，曾在第十九中学就读，后前往捷尔诺波尔医科大学深造。
2014年，科诺瓦尔参加了尊严革命。同年3月，他加入乌克兰右区志愿兵团的医护骑士团营担任医护人员。之后，他成为右区第6预备连指挥官，并参加了斯塔尼察-卢汉斯卡、皮斯基、马林卡的战斗。除此之外，他还是捷尔诺波尔退伍军人之家的创始人之一。为了支持乌克兰，他于2018年前往美国参加横跨20州的自行车慈善活动。
俄罗斯入侵乌克兰后，科诺瓦尔成为乌克兰陆军第67机械化旅第2步兵营指挥官，参与了基辅、哈尔科夫、顿涅茨克、巴赫穆特、利曼的战斗。2024年4月6日，他和战友塔拉斯·佩特里辛在顿涅茨克州恰西夫亚尔阵亡。二人葬礼于同年4月9日在基辅独立广场举行。二人后于4月10日葬在捷尔诺波尔的米库利內茨墓地。

## 家庭与个人生活
2024年1月，科诺瓦尔与志愿者奥莉加·丹琴科结婚。他曾担任过《Shliakh pokolin》、《Doroha v Karpatakh》和《Trokhy nyzhche neba》的摄影师和联合制片人，并为Kozhen z nas乐队拍摄捷尔诺波尔音乐视频。

## 荣誉与纪念
- 乌克兰英雄（2024年8月23日）[11]
- 三级勇气勋章（英语：Order for Courage）（2023年3月14日）[12]
- 志愿者骑士十字勋章（2019年10月14日）[1]
- 反恐行动志愿者奖章[1]
- 右区志愿军退伍军人战士[1]
- 铁塑料十字勋章（2024年）[9]

2024年4月10日，密苏里州参议院为他默哀一分钟。